# Vărbovo, Haskovo
Vărbovo (în bulgară Върбово) este un sat în comuna Harmanli, regiunea Haskovo,  Bulgaria. 

## Demografie
Componența etnică a satului Vărbovo
     Turci (54,94%)
     Bulgari (39,08%)
     Romi (4,82%)
     Nicio identificare (1,14%)
La recensământul din 2011, populația satului Vărbovo era de 435 locuitori. Din punct de vedere etnic, majoritatea locuitorilor (54,94%) erau turci, existând și minorități de bulgari (39,08%) și romi (4,82%). Pentru 1,14% din locuitori nu este cunoscută apartenența etnică.